# Фахад Аль-Мехаллель
Фахад Аль-Мехаллель (араб. فهد المهلل‎, нар. 11 листопада 1970) — саудівський футболіст, що грав на позиції нападника.
Виступав за клуби «Аль-Шабаб» та «Аль-Наср» (Ер-Ріяд), а також національну збірну Саудівської Аравії, у складі якої був учасником низки міжнародних турнірів, включаючи чемпіонати світу 1994 і 1998 років, та переможний Кубок Азії 1996 року.

## Клубна кар'єра
У дорослому футболі дебютував 1990 року виступами за команду клубу «Аль-Шабаб», в якій провів дев'ять сезонів.
1999 року перейшов до клубу «Аль-Наср» (Ер-Ріяд), за який відіграв 3 сезони. Завершив професійну кар'єру футболіста виступами за команду «Аль-Наср» (Ер-Ріяд) у 2002 році.

## Виступи за збірну
1991 року дебютував в офіційних матчах у складі національної збірної Саудівської Аравії. Вже наступного року був учасником тогорічного розіграшу кубка Азії в Японії, де разом з командою здобув «срібло», а також розіграшу Кубка Короля Фахда, що був попередником Кубка Конфедерацій і проводився в Саудівській Ааравії, де господарі турніру також сягнули фіналу, в якому програли аргентинцям.
1994 року був включений до заявки збірної для участі у тогорічному чемпіонаті світу у США, де, утім на поле не виходив.
Згодом брав участь ще у двох розіграшах Кубка Конфедерацій — у 1995 році (ще під назвою Кубок Короля Фахда) та в 1997 році. Між цими турнірами збірна Саудівської Аравії з Аль-Мехаллелєм у складі встигла тріумфувати на кубку Азії 1996 року, що проходив в ОАЕ, де саудівці дійшли фіналу, в якому у серії післяматчевих пенальті здолали господарів турніру. На цій континентальній першості Аль-Мехаллель став найкращим бомбардиром своєї команди, забивши чотири м'ячі — три на груповому етапі та один у чвертьфінальній грі проти збірної Китаю.
Останнім великим турніром для гравця був чемпіонат світу 1998 року, що проходив у Франції. Тут, як і чьотирма роками раніше, Аль-Мехаллель не був гравцем основного складу збірної, проте все ж дебютував на світових першостях, вийшовши на поле в останній грі груового етапу проти збірної ПАР, що з огляду на поразки азійців у двох перших іграх вже нічого для них не вирішувала.
Загалом протягом кар'єри у національній команді, яка тривала 9 років, провів у формі головної команди країни 32 матчі, забивши 7 голів.

## Титули і досягнення
- Переможець Кубка націй Перської затоки: 1994
- Володар Кубка Азії: 1996
- Срібний призер Кубка Азії: 1992